# 문심조룡

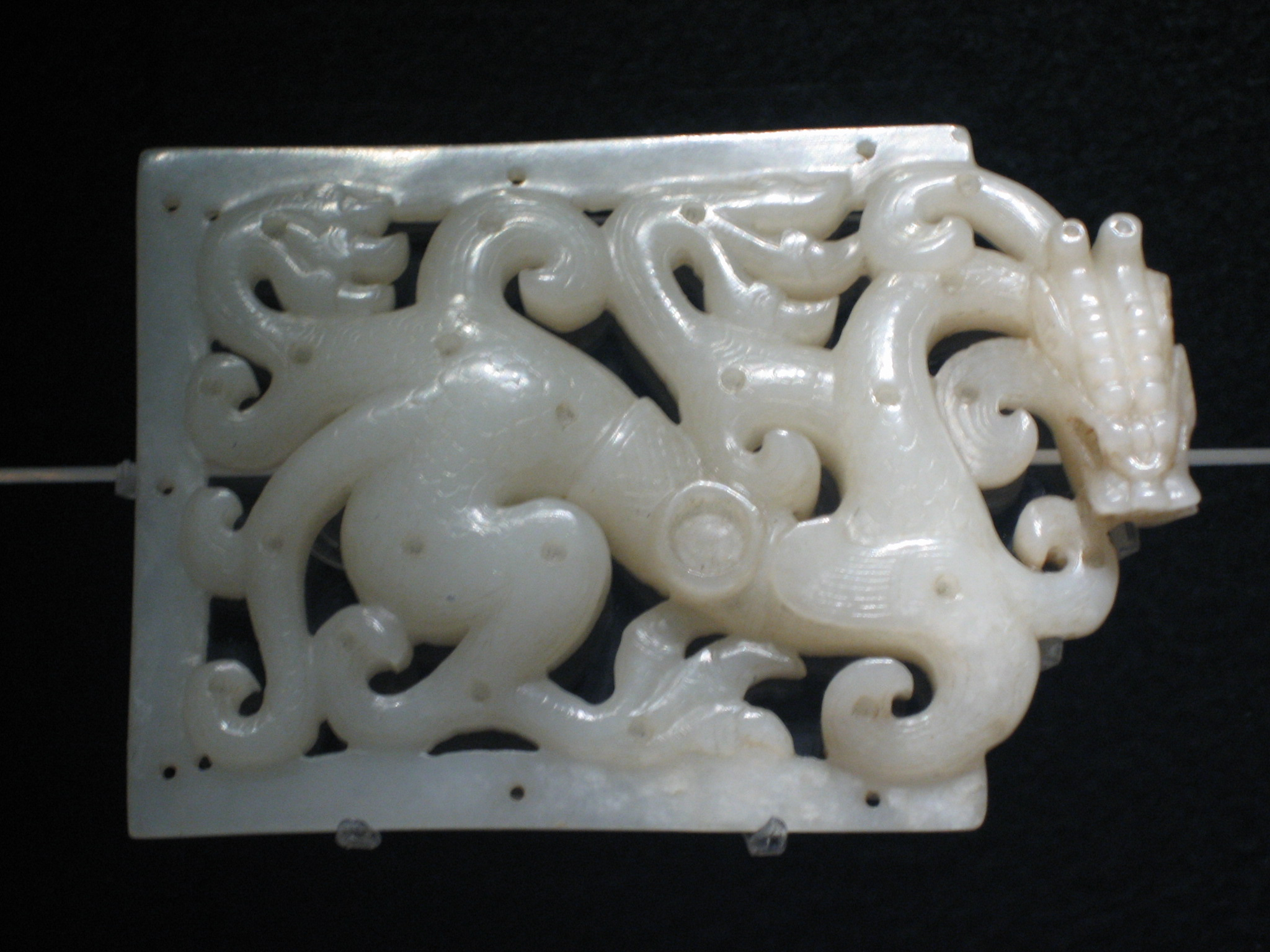

《문심조룡(文心雕龍)》은 중국 양나라의 유협이 지은 문학이론·평론서이다.

## 개요
모두 50편 10권으로 되어 있고, 최후의 서지편(序志篇)은 전체의 자서(自序)에 해당한다. 전반 25편, 후반 24편으로 나뉜다. 46 변려체(騈儷體)에 의해 씌어졌고, 각 편의 끝에 붙은 4언 4구의 찬(讚)은 말하자면 게(偈=4구)에 해당한다.
유협은 승우(僧佑)의 문하에서 배우고, 〈멸혹론〉(滅惑論)을 쓰고, 만년 출가하여 혜지(慧地)라고 칭했다. 따라서 24편과 25편은 불교의 계품(界品)과 문론(門論)에 해당된다고 하는데, 이것은 《역경》에 표현되어 있는 "대연(大衍)의 수는 50, 그 용(用)은 49"라는 생각에도 대응하는 것이다. '문심'이란 말은 글을 지음에 있어서 마음의 작용을 뜻하며, '조룡'이란 말은 표현의 조탁(彫琢)을 뜻한다. 여기서 말하는 문(文)이란 유교의 성인의 서(書)인 6경 이하의 모든 것을 포함한다. 도(道)와 문을 종합적으로 절충시키려는 태도는 《문선》을 편찬케 한 소명태자의 애고(愛顧)를 받은 유협의 입장을 말해 주고 있다. "문장은 방탕해야 한다"고 한 간문제(簡文帝)의 《옥대신영》과는 아주 다른 것이다.

## 우리말 번역
- 최동호 옮김, 민음사, 1994, ISBN 8937421542
- 성기옥 옮김, 지식을만드는지식, 2012, ISBN 9788966806096
- 황선열 옮김, 신생, 2018, ISBN 9788990944542